# جبر شامل
الجبر الشامل هو فرع الجبر الذي يدرس الخواص والبنى العامة المشتركة بين كل فروع الجبر.

## مقدمة
من وجهة نظر الجبر الشامل، الجبر أو الجبر التجريدي هو مجموعة A مزودة بجموعة من العمليات على A. نقول أن هناك عملية نونية (من الرتبة نون) معرفة على A تمثل دالة رياضية تأخذ n عنصر من المجموعة A وتعطي كنتيجة عنصرا وحيدا من A.
لذلك فإن المجموعة الصفرية 0-ary operation (أو nullary operation) يمكن أن تمثل عنصرا وحيدا من A أو ما يدعى بالثابت غالبا يرمز له بحرف مثل a.
بالمقابل العملية الأحادية 1-ary operation (unary operation) ببساطة عبارة عن دالة من A إلى A يمثل غالبا برمز يوضع أمام مدخل العملية كأن نقول ~x. العملية الثنائية تمثل برمز يكتب بين مدخلي العملية : x * y.
العمليات من رتب أعلى غالبا ما تمثل بشكل رمز دالة والمدخلات توجد ضمن قوسين : (f(x،y،z أو
f(x1،...،xn).
يعمد بعض الرياضيين أيضا إلى تعريف عمليات لامنتهية infinitary مثل :
{\displaystyle \bigwedge _{\alpha }x_{\alpha }}، التي تسمح بدراسة نظرية جبرية للمشابك الكاملة complete lattice.
بعد تعريف العمليات، يمكن أن تحدد طبيعة الجبر عن طريق بدهيات axiom، وهي تأخذ في الجيبر الشامل شكل قوانين مساواة equational laws.
أحد أمثلة البدهية التوزيعية للعملية الثنائية، هي التي تعطى بالمعادلة :
x * (y * z) = (x * y) * z.
يقصد بكل بدهية أن تنطبق على جميع القيم التي يمكن ل x، y، وz أن تأخذها من ضمن المجموعة التي تم التعريف عليها : A.
يمكن أن ننظر للجبر الشامل على أنه فرع خاص من نظرية النموذج model theory نتعامل فيها مع البنى التي تملك عمليات فقط (أي دون علاقات relationship)، يتم فيها الحديث عن بنى تستخدم معادلات فقط. من جهة أخرى البنى هي مثل البنى التي يتم تعريفها في التصانيف التي تملك جداء (نظرية التصنيف) محدد.

## اقرأ أيضاً
- جبر تجريدي